# 더시터르 공간
일반 상대성 이론과 미분기하학에서 더시터르 공간(de Sitter空間, 영어: de Sitter space)은 로런츠 다양체의 하나다. 양의 우주 상수를 가지는 아인슈타인 방정식의 진공 해이며, 암흑 에너지밖에 없는 진공을 나타낸다. n차원 더시터르 공간의 기호는 dSn.
우리가 살고 있는 우주는 현재 대부분(69%) 암흑 에너지로 차 있다 (ΛCDM 모형). 따라서, 우리 우주는 더시터르 공간으로 근사할 수 있다.
최근에는, 본래 특수 상대성 이론의 골자로서 민코프스키 공간이 이용된 것을, 이 더시터르 공간을 새로이 이용해서 더시터르 상대성이라는 형식을 세우는 것이 일각에서 고려되고 있다.

## 역사
1917년에 빌럼 더시터르와 툴리오 레비치비타 가 독자적으로 발견하였다.

## 정의
n차원 더시터르 공간은 n+1차원 민코프스키 공간의 부분공간으로 정의할 수 있다. n+1차원 민코프스키 공간 {\displaystyle \mathbb {R} ^{1,n}}의 다음과 같은 직교좌표계를 생각하자.
{\displaystyle ds^{2}=-dx_{0}^{2}+\sum _{i=1}^{n}dx_{i}^{2}.}
더시터르 공간은 다음 식을 만족하는 쌍곡면으로 표현되는 부분다양체이다.
{\displaystyle -x_{0}^{2}+\sum _{i=1}^{n}x_{i}^{2}=\alpha ^{2}}
여기서 {\displaystyle \alpha }는 길이의 차원을 가지는 양의 상수이며, 더시터르 반지름(영어: de Sitter radius)이라고 한다. 더시터르 공간의 계량 텐서는 고차원 민코프스키 공간에서 유도되는 계량 텐서(induced metric)이며, 이 계량이 로런츠 계량 부호수를 가지고 있다는 사실을 보일 수 있다. (만약 위의 정의에서 {\displaystyle \alpha ^{2}} 을 {\displaystyle -\alpha ^{2}}으로 대치하면 두 장의 쌍곡면을 얻는다. 이 경우 유도 계량은 양의 정부호이며, 각각의 쌍곡면들은 n차원 쌍곡면 공간을 이룬다.)

## 성질

### 기하학적 성질
더시터르 공간은 동차공간
{\displaystyle \operatorname {dS} _{n}=O(1,n)/O(1,n-1)}
으로 나타낼 수 있다. 여기서 O(p,q)는 임의의 계량 부호수에 대한 직교군이다.
더시터르 공간의 등거리변환군은 O(1,n) 로런츠 군이다. 그러므로 계랑은 n(n+1)/2 개의 독립적인 킬링 벡터를 가지며, 최대대칭공간(영어: maximally symmetric space)이다. 모든 최대 대칭 공간은 일정한 곡률을 갖는다. 더시터르 공간의 리만 곡률 텐서는 다음과 같다.
{\displaystyle R_{\rho \sigma \mu \nu }={1 \over \alpha ^{2}}(g_{\rho \mu }g_{\sigma \nu }-g_{\rho \nu }g_{\sigma \mu })}
리치 곡률이 계량에 비례하므로, 더시터르 공간은 아인슈타인 다양체이다.
{\displaystyle R_{\mu \nu }={\frac {n-1}{\alpha ^{2}}}g_{\mu \nu }}
따라서, 더시터르 공간은 다음과 같은 우주 상수 {\displaystyle \Lambda }를 갖는, 아인슈타인 방정식의 진공해이다.
{\displaystyle \Lambda ={\frac {(n-1)(n-2)}{2\alpha ^{2}}}.}
더시터르 공간의 스칼라 곡률은 다음과 같다.
{\displaystyle R={\frac {n(n-1)}{\alpha ^{2}}}={\frac {2n}{n-2}}\Lambda .}
4차원 더시터르 공간의 경우 {\displaystyle \Lambda =3/\alpha ^{2}}, {\displaystyle R=4\Lambda =12/\alpha ^{2}}이다.

### 위상수학적 성질
n차원 더시터르 공간은 {\displaystyle S^{n-1}\times \mathbb {R} }과 위상동형이다. 따라서 2차원이 아닌 더시터르 공간은 단일 연결 공간이다. (2차원 더시터르 공간은 물론 기본군 {\displaystyle \mathbb {Z} }를 가진다.)

### 펜로즈 그림

더시터르 공간의 펜로즈 그림. 좌변은 공간의 북극, 우변은 공간의 남극을 나타낸다. 윗변은 무한 미래, 아랫변은 무한 과거를 나타낸다.

더시터르 공간의 펜로즈 그림은 정사각형이다. 더시터르 공간의 경우 위상학적으로 {\displaystyle S^{n-1}\times \mathbb {R} }이므로, 정사각형 내부의 각 점은 {\displaystyle S^{n-2}}에 대응한다. 정사각형의 좌변과 우변은 {\displaystyle S^{n-1}}의 남극과 북극을 나타내므로, 좌변과 우변에서의 각 점은 실제 하나의 점에 대응한다. 정사각형의 윗변과 아랫변은 더시터르 공간의 각각 무한한 미래와 과거를 나타내고, 더시터르 공간의 실재하는 점에 대응하지 않는다.

## 좌표계
더시터르 공간에는 다양한 좌표계들이 존재한다. 그 중 흔히 쓰이는 것들은 다음과 같다.

### 정적 좌표계
정적 좌표계(靜的座標系, 영어: static coordinate system)로서 {\displaystyle (t,r,\ldots )} 을 다음과 같이 놓을 수 있다.
{\displaystyle x_{0}={\sqrt {\alpha ^{2}-r^{2}}}\sinh(t/\alpha )}
{\displaystyle x_{1}={\sqrt {\alpha ^{2}-r^{2}}}\cosh(t/\alpha )}
{\displaystyle x_{i}=rz_{i}\qquad \qquad \qquad \qquad \qquad 2\leq i\leq n.}
여기서 {\displaystyle z_{i}}은 Rn−1 안에서의 표준 매장으로서의 (n−2)차원 구면을 나타낸다. 이들 좌표를 가지고, 더시터르 계랑을 다음과 같이 기술할 수 있다.
{\displaystyle ds^{2}=-\left(1-{\frac {r^{2}}{\alpha ^{2}}}\right)dt^{2}+\left(1-{\frac {r^{2}}{\alpha ^{2}}}\right)^{-1}dr^{2}+r^{2}d\Omega _{n-2}^{2}.}
여기서 {\displaystyle r=\alpha }에 사건 지평선이 존재한다. 이를 우주론적 지평선(宇宙論的地平線, 영어: cosmological horizon)이라고 하며, 지평선 안을 관측 가능한 우주(영어: observable universe)라고 한다.

### FLRW 좌표계
더시터르 공간은 FLRW 해의 한 종류이며, 공간의 곡률이 +1, 0, 또는 −1인 엽층을 줄 수 있다.
n차원 FLRW 계량은
{\displaystyle ds^{2}=-dt^{2}+a(t)^{2}d\Sigma ^{2}}
이며, 여기서
{\displaystyle d\Sigma ^{2}=d\Omega _{n-1}^{2}} (n−1차원 초구 계량, {\displaystyle k=+1}인 경우)
{\displaystyle d\Sigma ^{2}=dr^{2}+r^{2}d\Omega _{n-2}^{2}} (n−1차원 유클리드 공간 계량, {\displaystyle k=0}인 경우)
{\displaystyle d\Sigma ^{2}=dr^{2}+(\sinh ^{2}r)d\Omega _{n-2}^{2}} (n−1차원 쌍곡공간 계량, {\displaystyle k=-1}인 경우)
이다. 척도인자 {\displaystyle a(t)}는 다음과 같다.
{\displaystyle a(t)=\alpha \cosh(t/\alpha )} ({\displaystyle k=+1})
{\displaystyle a(t)=\exp(t/\alpha )} ({\displaystyle k=0})
{\displaystyle a(t)=\alpha \sinh(t/\alpha )} ({\displaystyle k=-1})

## 열역학
더시터르 공간은 (반 더시터르 공간과 달리) 우주론적 지평선(cosmological horizon)을 가진다. 이에 따라, 더시터르 공간은 블랙홀과 마찬가지로 유한한 온도와 엔트로피를 가지게 된다.
더시터르 공간에서의 진공 상태는 번치-데이비스 진공(영어: Bunch–Davies vacuum)이라고 불리는 상태이며, 그 온도는
{\displaystyle T={\frac {\hbar }{k_{B}2\pi \alpha }}}
이다. 또한, 더시터르 공간의 지평선의 넓이
{\displaystyle A=\operatorname {vol} (S^{n-2})\alpha ^{n-2}}
는 유한하다. (여기서 {\displaystyle \operatorname {vol} (S^{n-2})}는 반지름이 1인 {\displaystyle n-2}차원 초구의 넓이다.)
따라서 블랙홀 열역학과 유사하게 엔트로피
{\displaystyle S={\frac {k_{B}c^{3}A}{4\hbar G}}={\frac {k_{B}c^{3}\operatorname {vol} (S^{n-2})\alpha ^{n-2}}{4\hbar G}}}
를 계산할 수 있다.

## 같이 보기
- 반 더시터르 공간
- dS/CFT 대응성
- 더시터르-슈바르트실트 우주
- 쌍곡면